# Noelle Montcalm
Noelle Montcalm (* 3. April 1988 in Windsor, Ontario) ist eine kanadische Hürdenläuferin, die sich auf die 400-Meter-Distanz spezialisiert hat und wegen ihrer Sprintstärke auch in der 4-mal-400-Meter-Staffel eingesetzt wird.

## Sportliche Laufbahn
Erste internationale Erfahrungen sammelte Noelle Montcalm im Jahr 2010, als sie bei den U23-NACAC-Meisterschaften in Miramar in 13,25 s den vierten Platz im 100-Meter-Hürdenlauf belegte. 2013 nahm sie an der Sommer-Universiade in Kasan teil und schied dort mit 58,04 s im Vorlauf über 400 m Hürden aus und gewann zudem in 3:32,93 min gemeinsam mit Sarah Wells, Helen Crofts und Alicia Brown die Silbermedaille mit der kanadischen 4-mal-400-Meter-Staffel hinter dem russischen Team gewann. Anschließend kam sie bei den Weltmeisterschaften in Moskau mit 57,50 s nicht über die erste Runde über die Hürden hinaus und verpasste im Staffelbewerb mit 3:31,09 min den Finaleinzug. Mitte September gewann sie bei den Spielen der Frankophonie in Nizza in 57,52 s die Silbermedaille hinter der Marokkanerin Hayat Lambarki und gewann auch mit der Staffel in 3:34,25 min die Silbermedaille hinter dem Team aus Rumänien. Im Jahr darauf wurde sie bei den Commonwealth Games in Glasgow in 56,74 s Fünfte und gelangte auch mit der Staffel mit 3:32,45 min auf Rang fünf. Zuvor schied sie bei den IAAF World Relays auf den Bahamas mit 3:34,60 min in der Vorrunde der 4-mal-400-Meter-Staffel aus. 2015 belegte sie bei den NACAC-Meisterschaften in San José in 55,98 s den vierten Platz über die Hürden und wurde auch mit der Staffel in 3:33,65 min Vierter. Im Jahr darauf nahm sie erstmals an den Olympischen Sommerspielen in Rio de Janeiro teil und schied dort mit 56,28 s im Semifinale aus und erreichte mit der Staffel mit 3:26,43 min Rang vier.
Bei den IAAF World Relays 2017 in Nassau schied sie mit 3:33,54 min im Vorlauf der 4-mal-400-Meter-Staffel aus und im Sommer kam sie bei den Weltmeisterschaften in London mit 57,45 s nicht über die erste Runde über die Hürden hinaus. Im Jahr darauf klassierte sie sich bei den NACAC-Meisterschaften in Toronto mit 56,97 s auf dem siebten Platz und 2021 siegte sie in 56,57 s beim La Classique D'athlétisme De Montréal und startete anschließend erneut bei den Olympischen Sommerspielen in Tokio, bei denen sie diesmal mit Saisonbestleistung von 55,85 s im Vorlauf ausschied. 
In den Jahren 2013 und 2014, 2016, 2018 und 2021 wurde Montcalm kanadische Meisterin im 400-Meter-Hürdenlauf. Sie absolvierte ein Studium an der University of Windsor.

## Persönliche Bestzeiten
- 100 m Hürden: 13,39 s (+1,4 m/s), 19. Juni 2010 in Calgary
  - 60 m Hürden (Halle): 8,37 s, 26. Februar 2011 in Toronto
- 400 m Hürden: 55,81 s, 6. August 2014 in Kopenhagen